# Rudolf Breslauer
Werner Rudolf Breslauer (4. července 1903 – 28. února 1945, koncentrační tábor Osvětim) byl německý fotograf a kameraman židovského původu.

## Lipsko, Nizozemsko, Westerbork, Osvětim

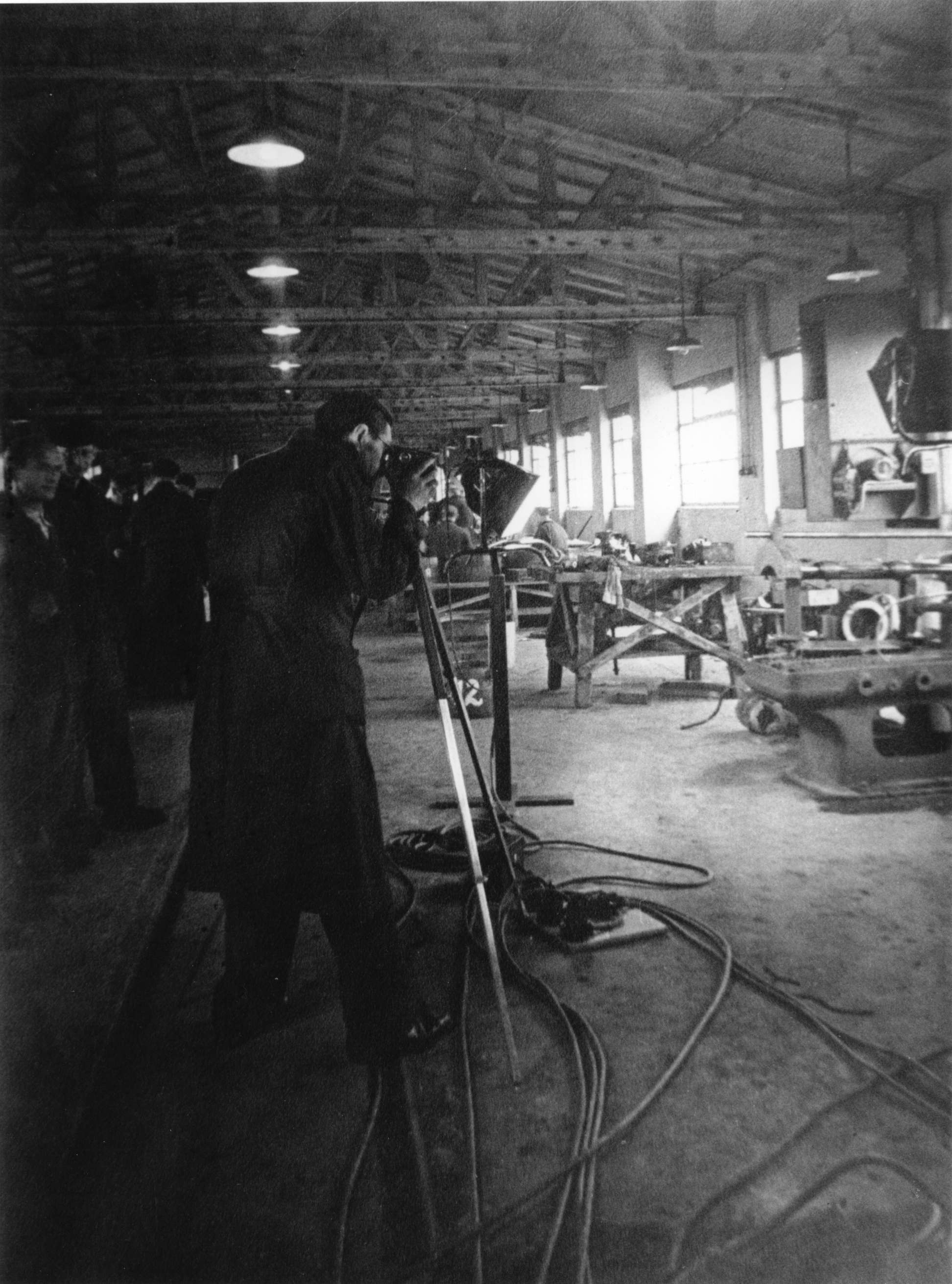
Rudolf Breslauer filmuje (1944)

Breslauer se narodil v Lipsku, kde se vyučil fotografem a tiskařem. V roce 1938 uprchl do Nizozemska, kde žil a pracoval v Leidenu, Alphenu a Utrechtu. V roce 1942 byli Breslauer, jeho manželka Bella Weissmann, synové Mischa a Stefan a dcera Ursula uvězněni a deportováni do tranzitního tábora Westerbork. Velitel tábora Albert Konrad Gemmeker nařídil Breslauerovi, aby pořídil dokumentační fotografie a filmy ze života lidí ve Westerborku. Breslauer a jeho rodina byli transportováni do Osvětimi na podzim roku 1944. Jeho manželka a dva synové byli okamžitě zabiti, Rudolf Breslauer zemřel o několik měsíců později. Jejich dcera Ursula válku přežila.

## Fotografie, fotografie a film z Westerbork od Breslauera
Německý velitel tábora Albert Gemmeker nařídil Breslauerovi dokumentovat každodenní život v internačním táboře Westerbork. V roce 2017 byly tyto filmy předloženy Nizozemskem a zahrnuty do registru Paměti světa UNESCO.

## Galerie

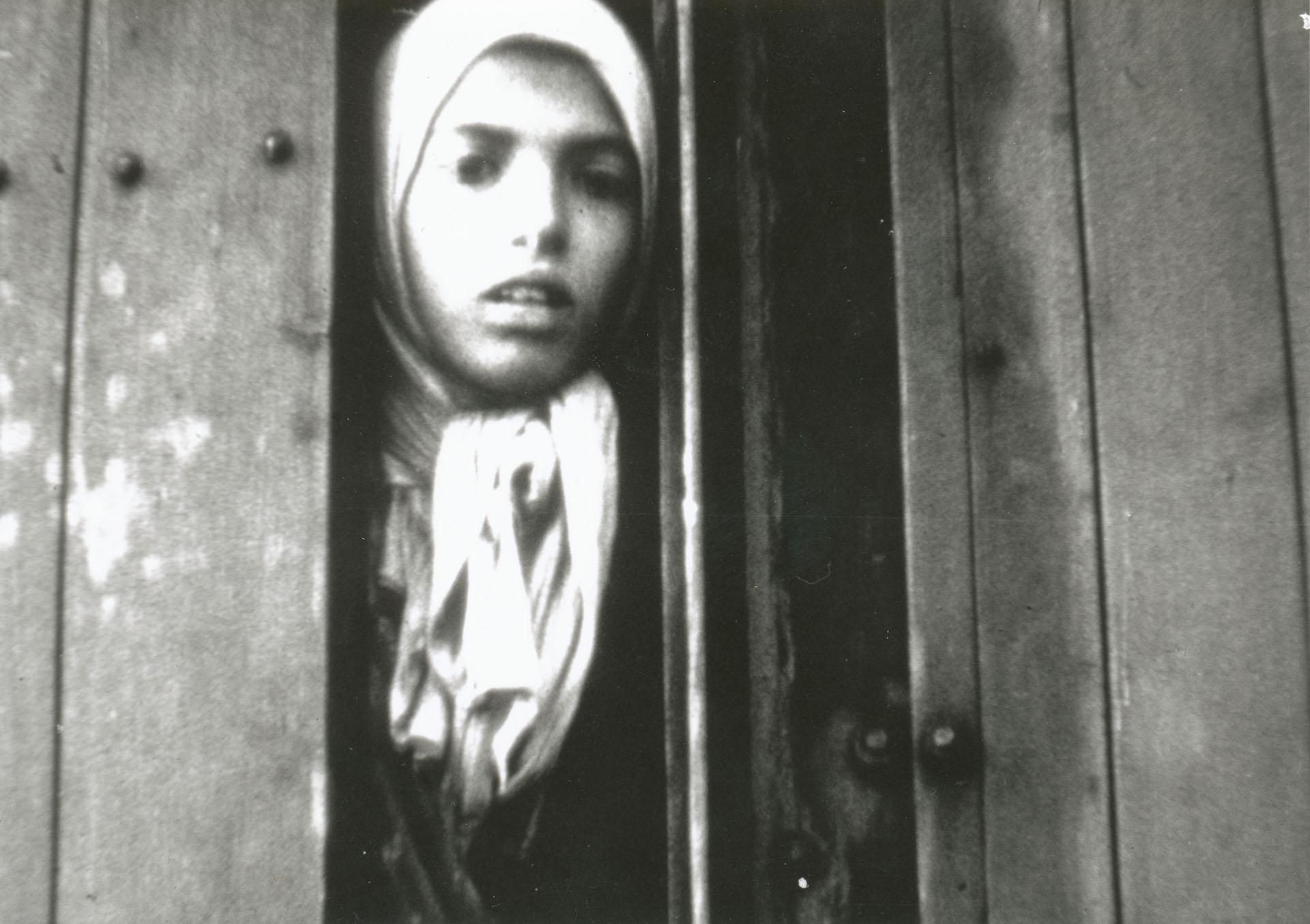
Settela Steinbach, 19. května 1944
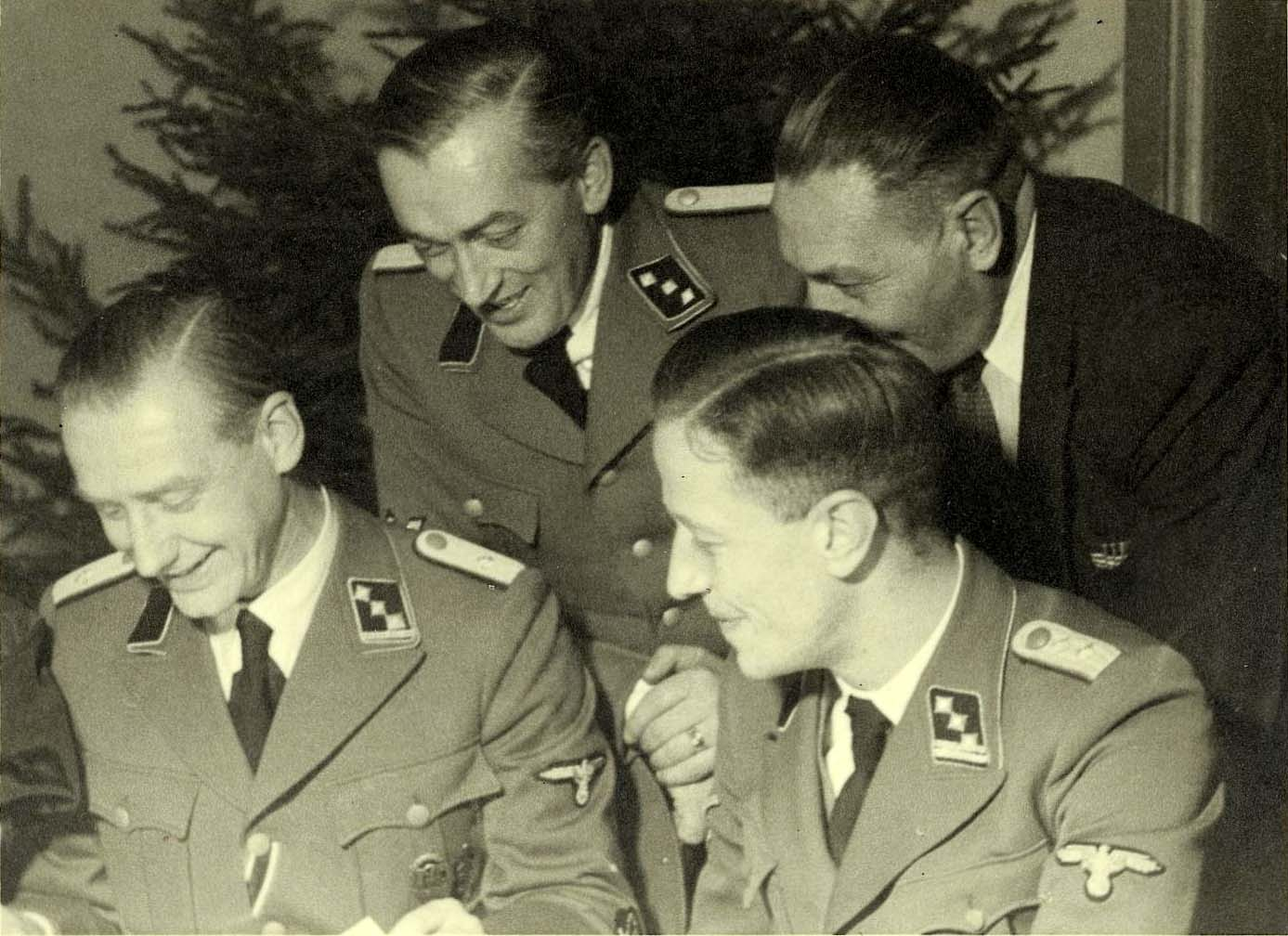
Vánoce 1942 ve Westerborku (zleva doprava) Albert Konrad Gemmeker, Hassel, Ferdinand aus der Fünten a Scheltnes of Lippmann, Rosenthal & Co.
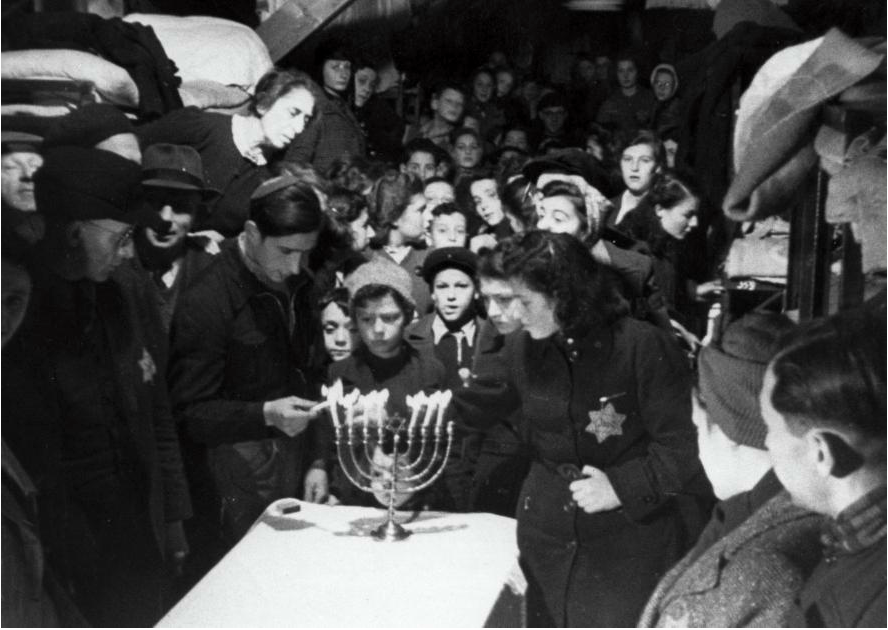
Svátek světel Chanuka ve Westerborku
- Transport do Auschwitzu (Westerborkfilm)
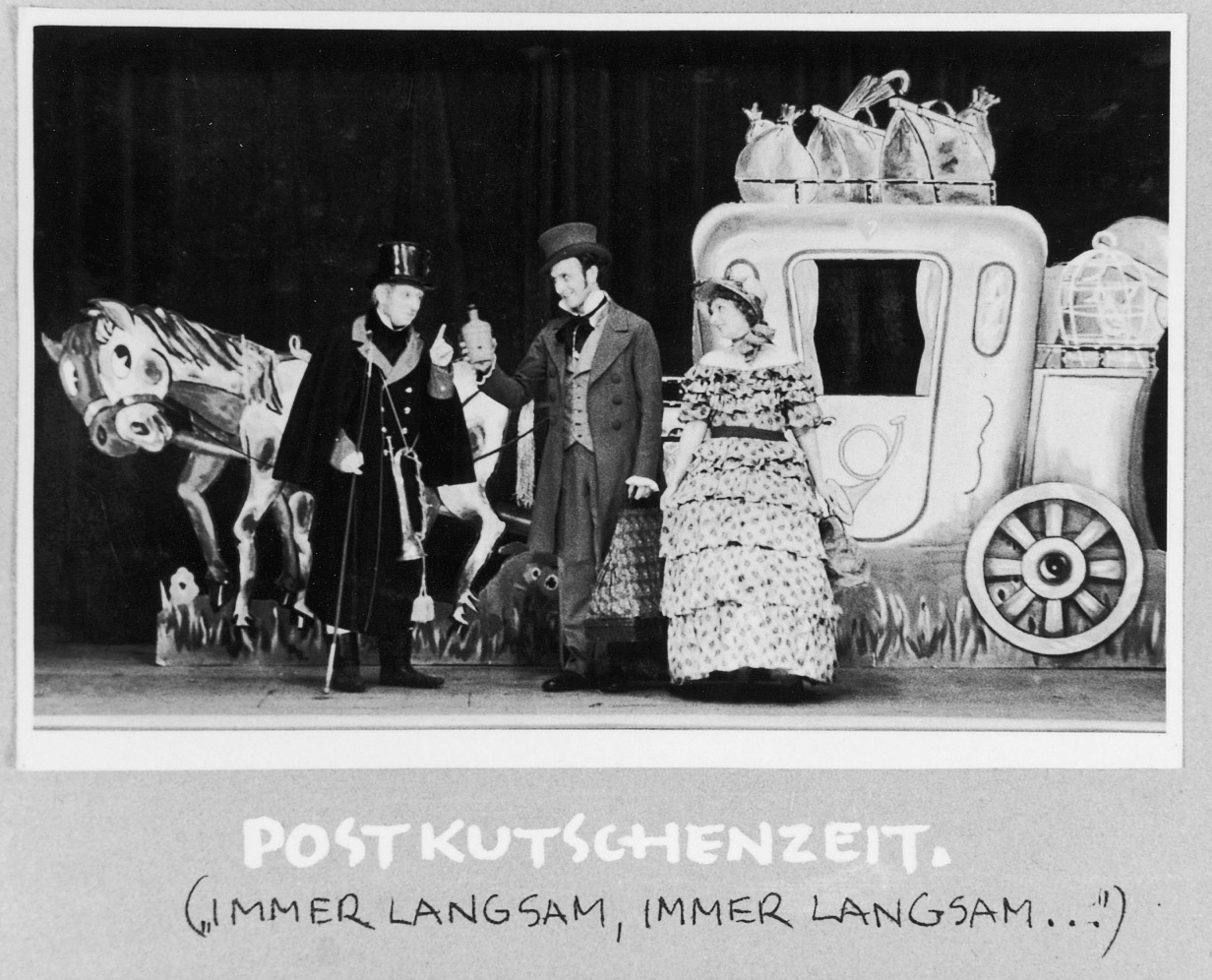
Kabaret 1943 kamp westerbork Postkutschenzeit
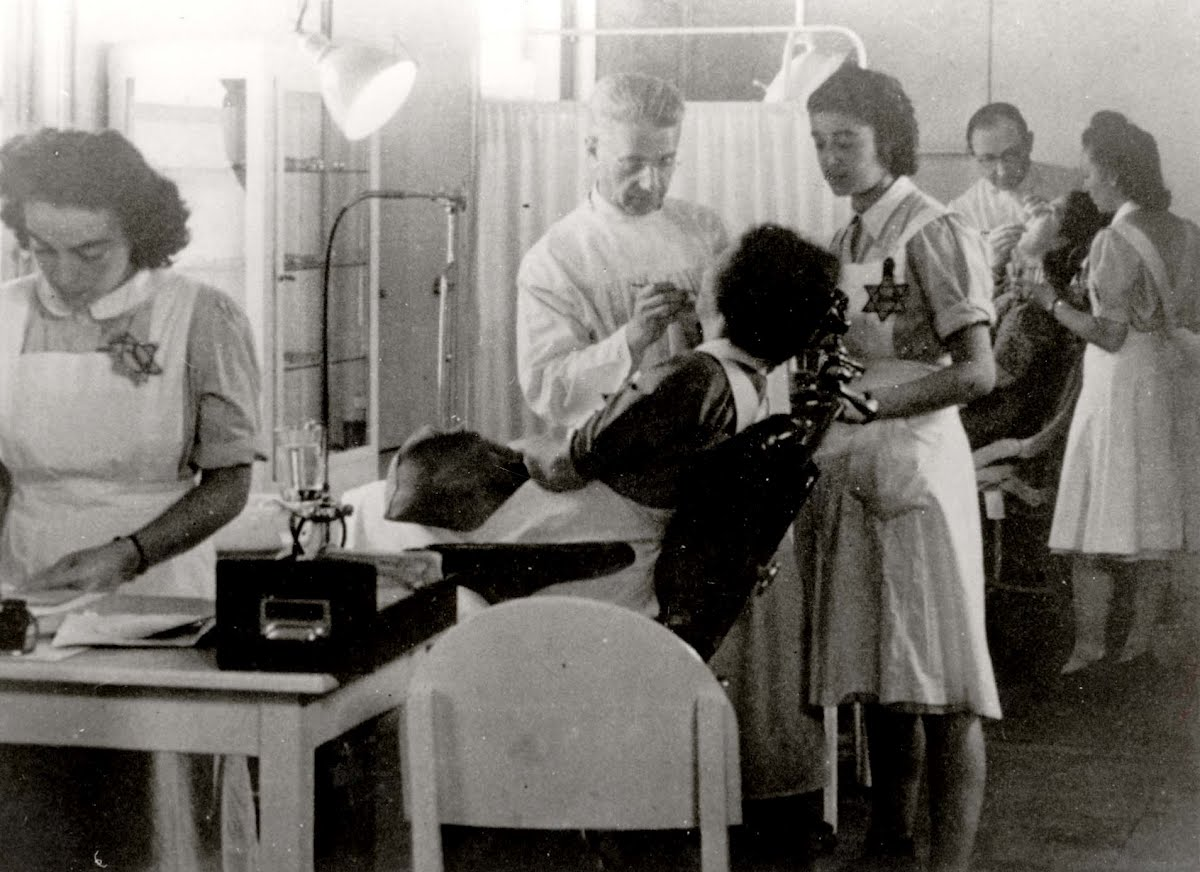
Zubní lékař v táboře Westerbork
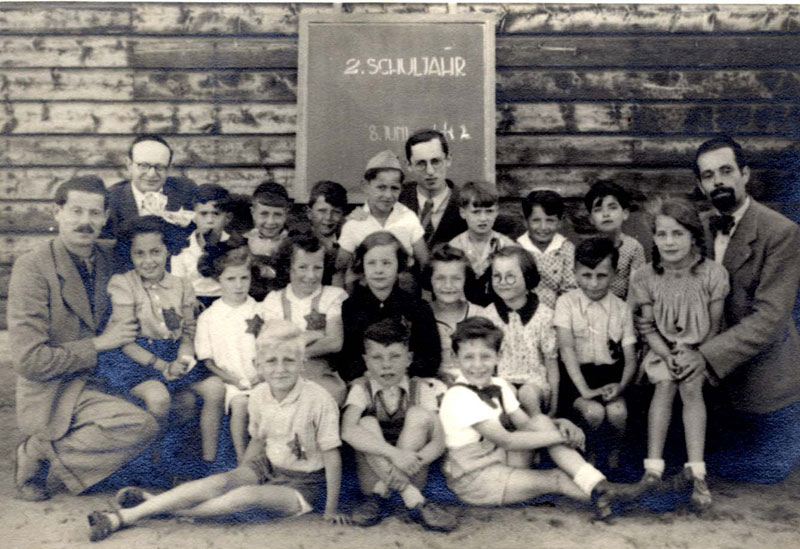
Westerbork, škola v táboře
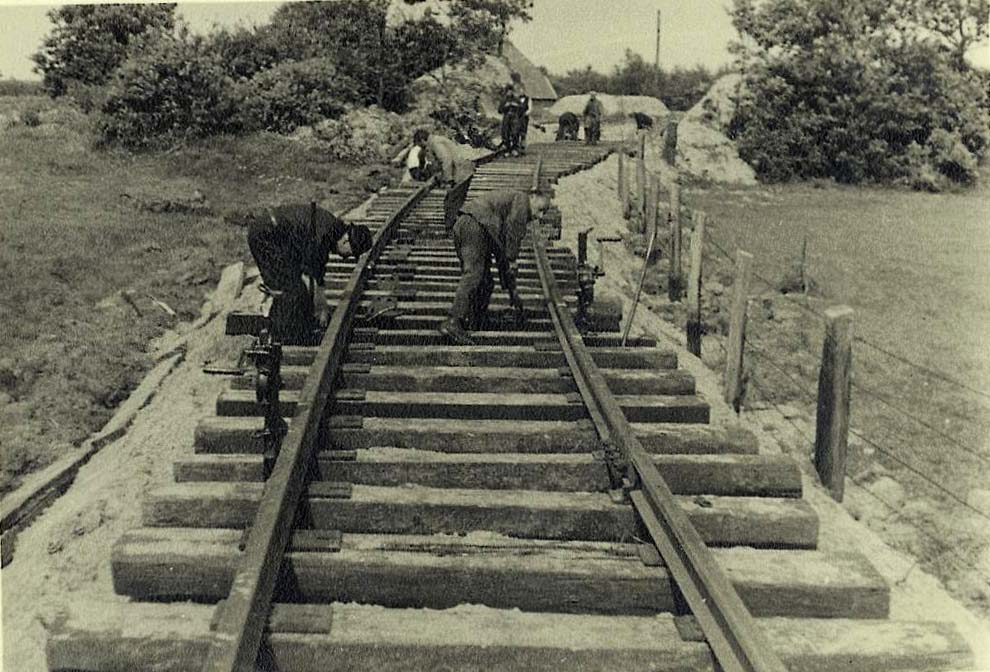
Westerbork, stavba železniční trati vedoucí do tábora
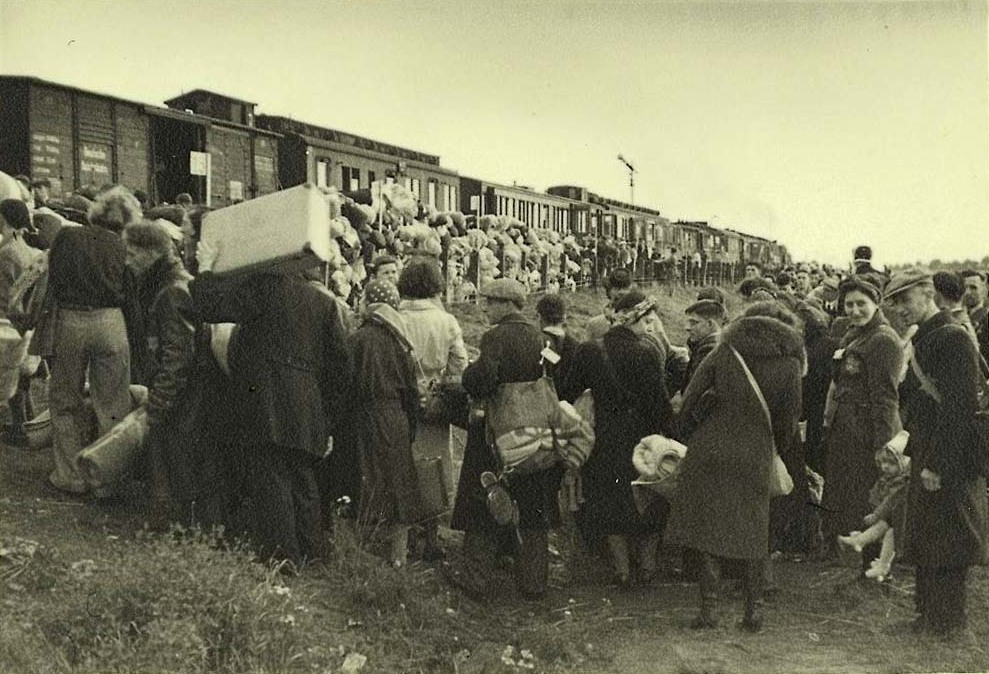
Westerbork, Nizozemsko, Židé nastupující na deportační vlak do Osvětimi
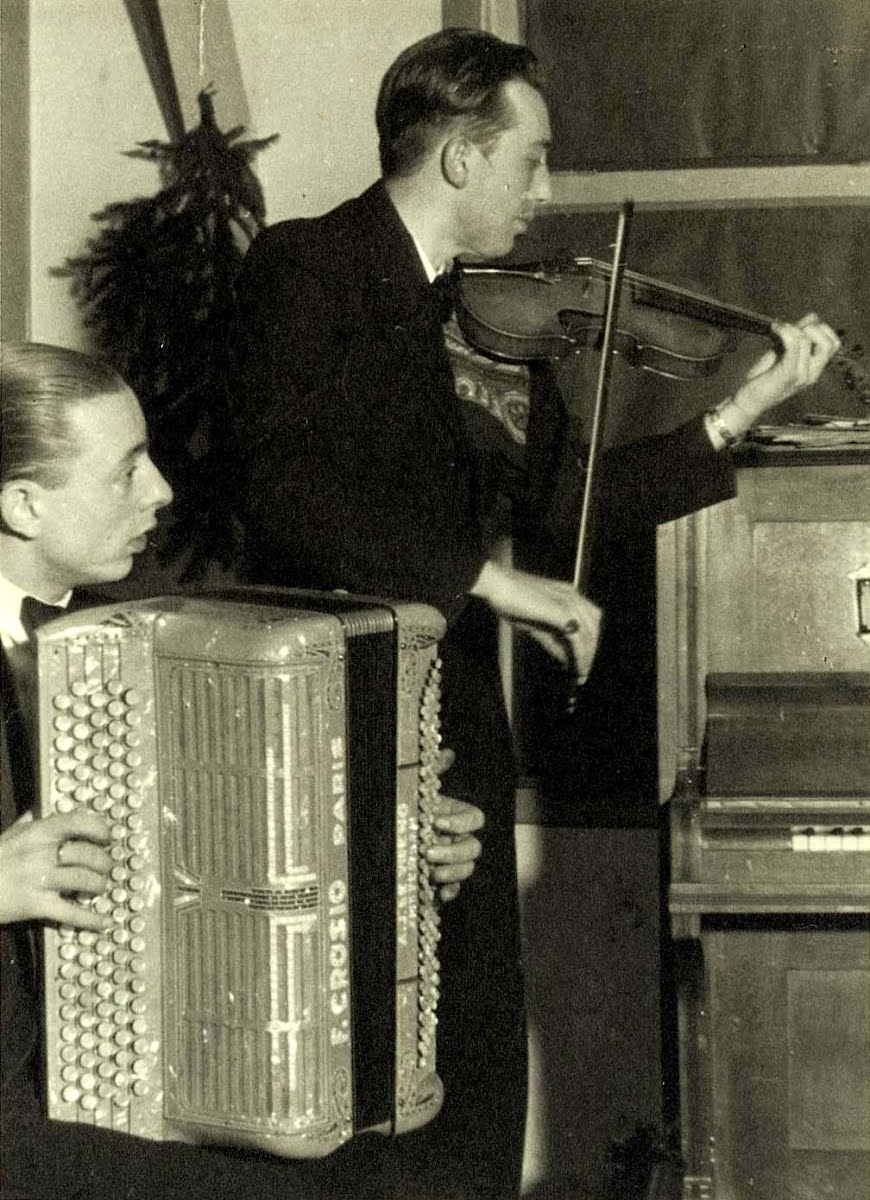
Westerbork, Nizozemsko, houslista a harmonikář hrající hudbu na štědrovečerní večeři
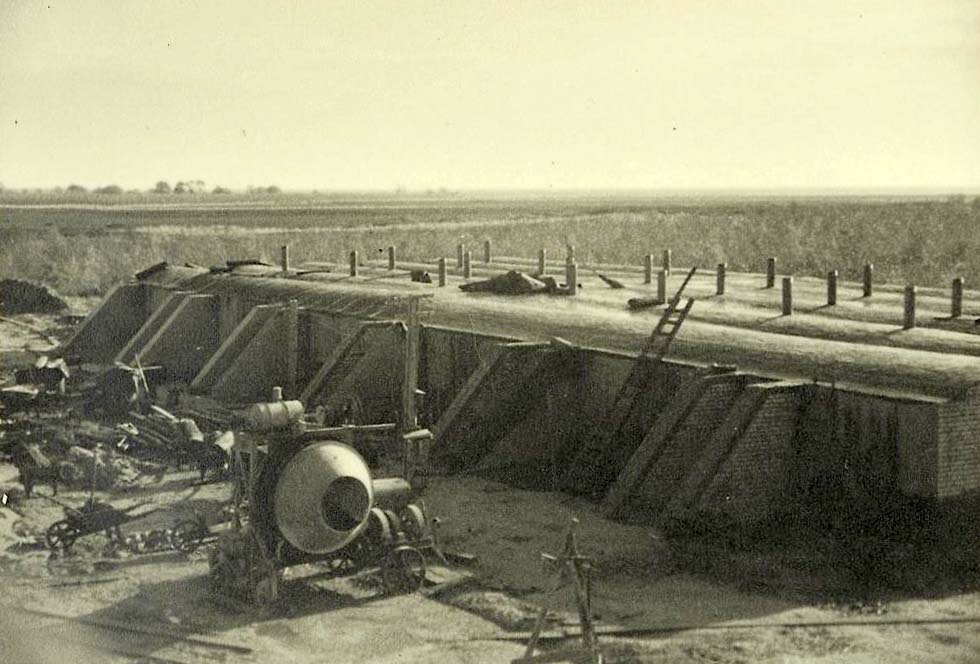
Westerbork, Nizozemsko, stavba přístřešku v areálu tábora
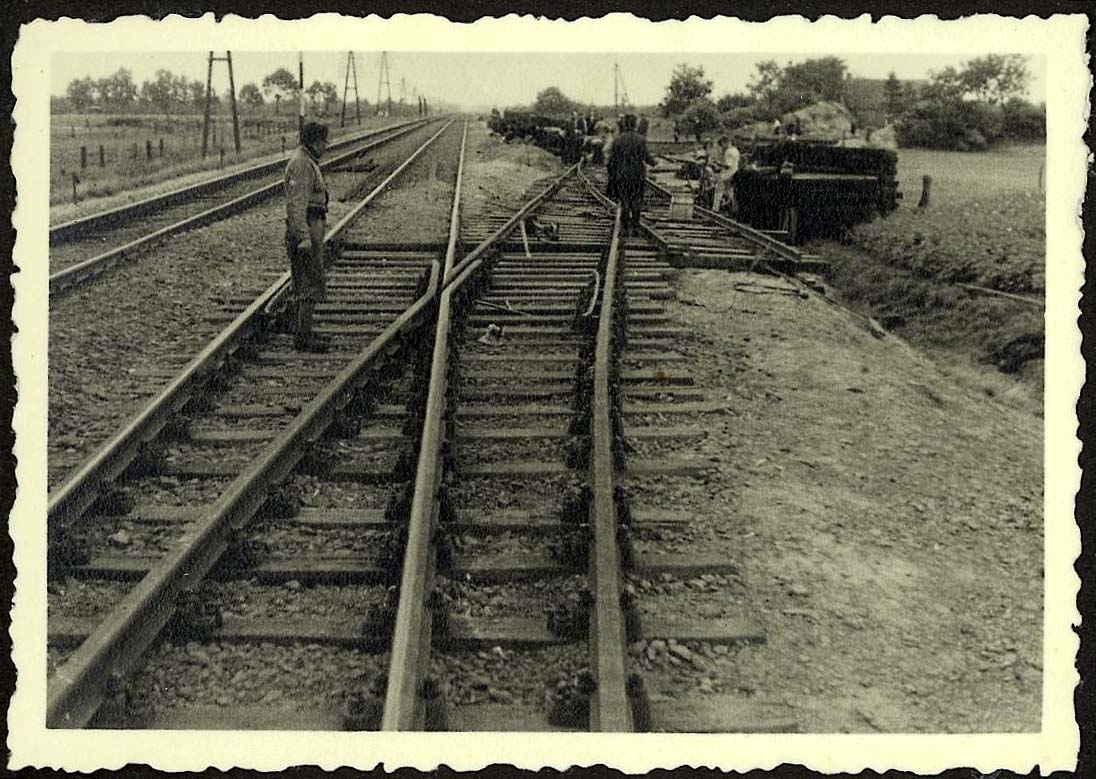
Westerbork, Nizozemsko, stavba železniční trati vedoucí do tábora